# فرانك وايلد
جون روبرت فرانسيس وايلد (بالإنجليزية: John Robert Francis Wild)‏ (18 أبريل 1873- 19 أغسطس 1939)، المعروف باسم فرانك وايلد، كان بحارًا ومستكشفًا إنجليزيًا. شارك في خمس بعثات استكشافية إلى القارة القطبية الجنوبية خلال العصر البطولي لاستكشاف القارة القطبية الجنوبية، حيث حصل على الميدالية القطبية بأربعة قضبان، وهو واحد من رجلين فقط كرما بهذا الشكل، إضافة إلى إرنست جويس.